# IC 3157
IC 3157 је лентикуларна галаксија у сазвјежђу Дјевица која се налази на листи објеката дубоког неба у Индекс каталогу.
Деклинација објекта је + 12° 25' 20" а ректасцензија 12h 19m 47,9s. Привидна величина (магнитуда) објекта IC 3157 износи 14,3 а фотографска магнитуда 15,2. IC 3157 је још познат и под ознакама CGCG 70-12, VCC 374, PGC 39716.